# Mantecosa de Amanlis (pera)
Mantecosa de Amanlis también llamada Beurré d'Amanlis en Francia, y Wilhelmine en Bélgica, es el nombre de una variedad cultivar de pera europea Pyrus communis. Esta pera está cultivada en la colección de la Estación Experimental Aula Dei (Zaragoza). Esta pera también está cultivada en diversos viveros entre ellos algunos dedicados a conservación de árboles frutales en peligro de desaparición. Esta pera según algunos autores es originaria de Bélgica, y según otros autores de Francia.

## Sinonimia
- "Beurré d'Amanlis",
- "Delbart",
- "Delbert ou d'Albert",[8]
- "Hubart",
- "Kaissoise",
- "Thiessoise",
- "Amanlis Butterbirne",
- "Wilhelmine",[9]
- "Anita" (en Vizcaya).[1]

## Historia
Para algunos, la planta ParentalMadre de "Beurré d'Amanlis" se encontró en Amanlis, cerca de Rennes. Para otros, es una creación de Van Mons fechada en 1823, 'Wilhelmine'.
Consta una descripción del fruto: Leroy, 1867 : 294; Hedrick, 1921 : 283; Soc. Pom. France, 1947 : 241; Baldini y Sacaramuzzi, 1957 : 285; y en E. E. Aula Dei.
En España 'Mantecosa de Amanlis' está considerada incluida en las variedades locales autóctonas muy antiguas, cuyo cultivo se centraba en comarcas muy definidas. Se caracterizaban por su buena adaptación a sus ecosistemas y podrían tener interés genético en virtud de su adaptación. Se encontraban diseminadas por todas las regiones fruteras españolas, aunque eran especialmente frecuentes en la España húmeda. Estas se podían clasificar en dos subgrupos: de mesa y de cocina (aunque algunas tenían aptitud mixta).
'Mantecosa de Amanlis' es una variedad clasificada como de mesa, difundido su cultivo en el pasado por los viveros comerciales y cuyo cultivo en la actualidad se ha reducido a huertos familiares y jardines privados.

## Características
El peral de la variedad 'Mantecosa de Amanlis' tiene un vigor Medio; florece a inicios de mayo; tubo del cáliz en embudo poco profundo con conducto corto o medio, y con pistilos verdes.
La variedad de pera 'Mantecosa de Amanlis' tiene un fruto de tamaño medio a grande; forma muy variable redondeada, oval, piriforme, turbinada o cidoniforme, con el cuello muy débil o sin cuello, ligeramente asimétrica, y un contorno irregular; piel semi-ruda, poco brillante; con color de fondo verde intenso con chapa generalmente extensa de color granate oscuro o amoratado cuando están poco maduros, en maduración completa el fondo se vuelve amarillo ámbar y la chapa empalidece volviéndose rojo fuego claro o anaranjado, suavizándose el contraste y dándole muy bonito aspecto, presentando un punteado muy abundante, grande, visible, con aureola verde sobre el fondo y oscura, de color indefinido sobre la chapa, "russeting" (pardeamiento áspero superficial que presentan algunas variedades) débil; pedúnculo recto o ligeramente curvo, implantado derecho o ligeramente oblicuo, medio, fino, leñoso, suavemente ensanchado en el extremo superior, con frecuencia formando un anillo carnoso en la base, verde amarillento, cavidad del pedúnculo nula o muy pequeña, casi superficial, oblicua y mamelonada, parcialmente con "russeting", con lenticelas muy marcadas; anchura de la cavidad calicina media o estrecha, poco profunda, con el borde liso o ligeramente ondulado, "russeting" débil; ojo medio o grande, de forma irregular, semicerrado, rara vez abierto; sépalos largos y estrechos, indistintamente extendidos, rizados o tumbados sobre el ojo, con la base de los sépalos unida y prominente.
Carne de color blanco amarillenta; textura blanda, tierna, mantecosa, jugosa; sabor muy especial, dulce, aromático, muy bueno; corazón pequeño, fusiforme, alargado. Eje generalmente amplio, hueco, a veces ligeramente comunicado con las celdillas, interior lanoso, en algunos casos es más estrecho y relleno. Celdillas alargadas, puntiagudas y bifurcadas en la base, muy próximas al eje, con el que a veces se comunican.
Semillas de tamaño medio, estrechas y largas, con cuello corto, fuertemente espolonadas o ganchudas, de color castaño amarillento o claro, con salientes casi negros, con mucha frecuencia abortadas, por lo menos una de las de cada celdilla.
La pera 'Mantecosa de Amanlis' tiene una época de maduración en la tercera decena de agosto ( en E. E. Aula Dei de Zaragoza). Los frutos deben recogerse conforme van madurando debido a su fácil caída. Se usa como pera de mesa fresca, y en cocina para hacer jaleas.

## Susceptibilidades
Se deben tratar el árbol y los frutos jóvenes de forma preventiva para controlar la costra de la pera, que ataca a esta variedad con bastante severidad.